# Bois-de-Céné
Bois-de-Céné – miejscowość i gmina we Francji, w regionie Kraj Loary, w departamencie Wandea.
Według danych na rok 1990 gminę zamieszkiwały 1232 osoby, a gęstość zaludnienia wynosiła 29 osób/km² (wśród 1504 gmin Kraju Loary Bois-de-Céné plasuje się na 491. miejscu pod względem liczby ludności, natomiast pod względem powierzchni na miejscu 115.).